# Montes Stanovoi
Los montes Stanovói (del ruso: Станово́й хребе́т), son una cadena montañosa localizada en la parte meridional de Siberia, en la Rusia asiática. La región de las montañas Stavonói está prácticamente deshabitada.
Administrativamente pertenecen a la república de Sajá y al krai de Jabárovsk de la Federación de Rusia.

## Geografía

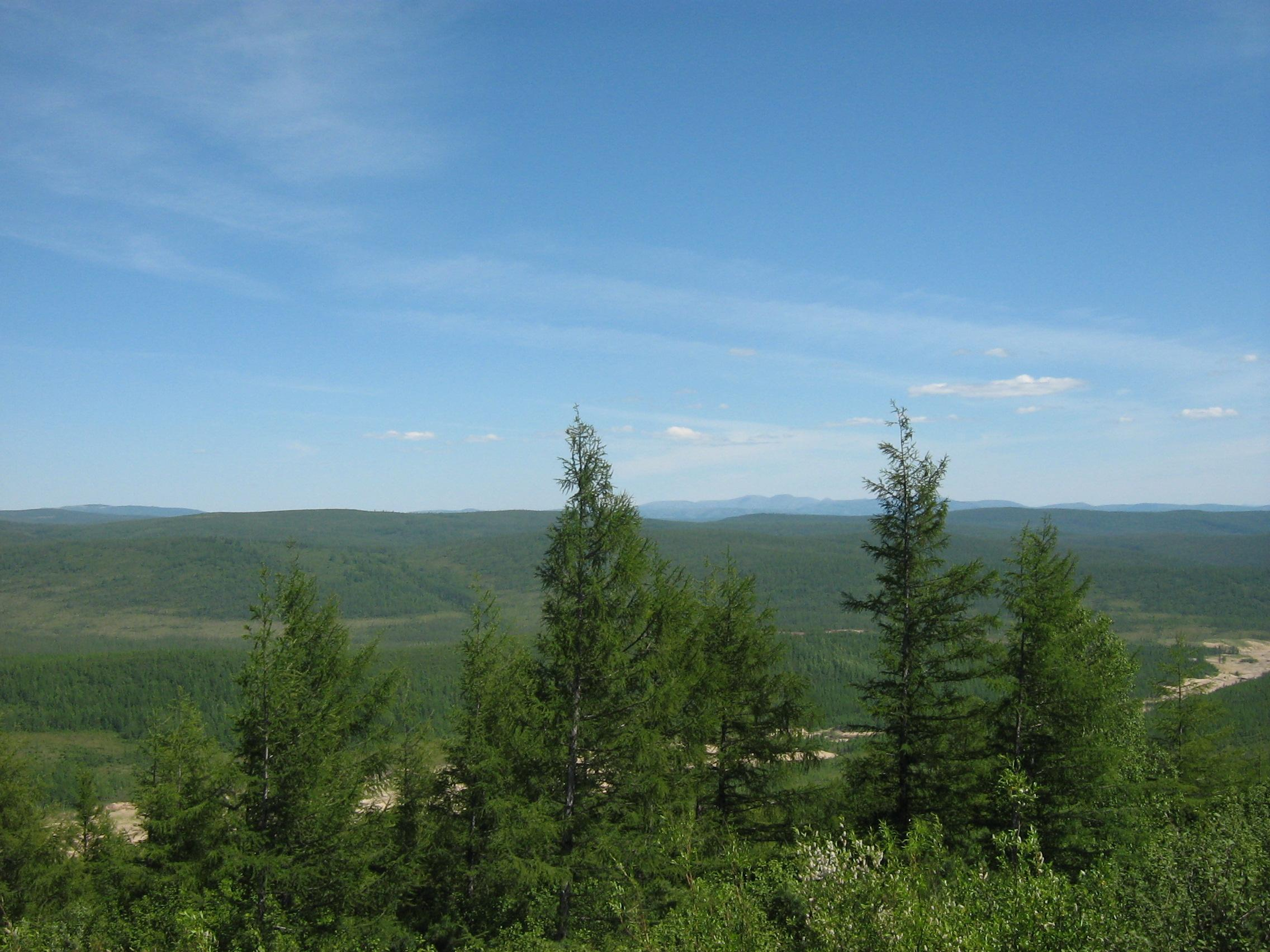
Distrito de Neryungrinsky, Yakutia

Los montes Stanovói se extienden en dirección E-O unos 720 km de longitud, desde el valle del río Olyokma (muy cerca del lago Baikal), en el oeste, hasta el valle del río Uchur, en el este, casi en el mar de Ojotsk.  Su anchura es de 100-180 km. Separan la cuenca del  río Lena, al norte, de la cuenca del río Amur, al sur. Los numerosos glaciares de las montañas Stanovói son la principal fuente del río Lena. Los montes Yáblonovy a veces se consideran una extensión suroccidental de los montes Stanavói. La continuación al noreste son los montes Dzhugdzhur, que se extiende en paralelo a la costa del mar de Ojotsk.
El punto más alto es el monte Skalisty, con 2482 m, situado en el centro de la cadena y también el Rocky Golets, de 2412 m. En el relieve de los montes Stanovói, las mesetas están muy extendidas. Son también características las crestas plegadas de pico plano, de media montaña, separadas por valles longitudinales. 
Se compone de lutitas y gneis, que se rompen por intrusiones de granitos. Las rocas están permanentemente congeladas.
Fueron estudiados y descritos científicamente por primera vez por el investigador ruso Alexander Theodor von Middendorff.

### Hidrografía

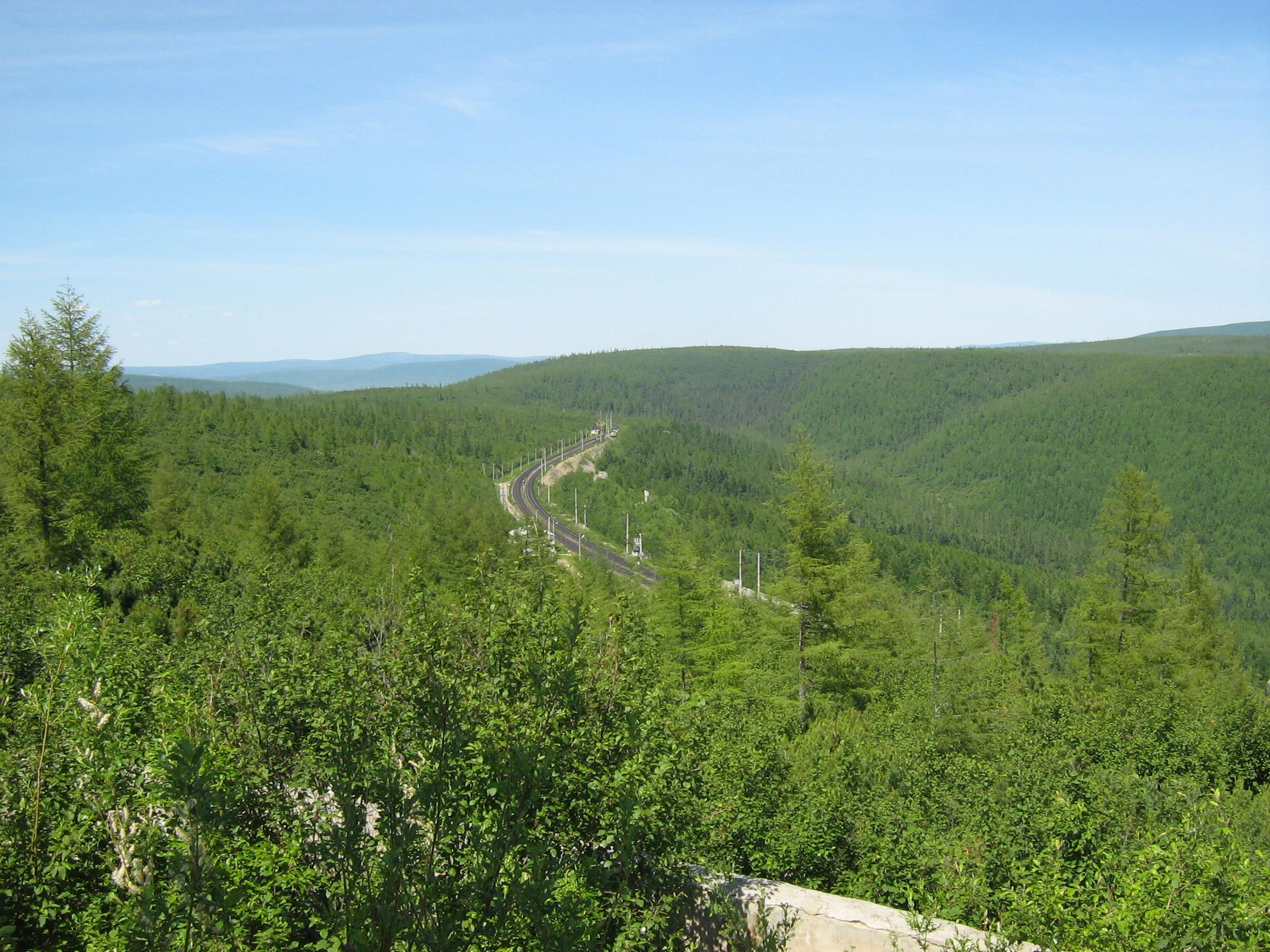
Los montes Stanovói en la frontera de Yakutia y la región de Amur

En los montes Stanovói nacen muchos ríos:
- en la vertiente norte:

- Oliokma (1424 km) —y sus afluentes Tungur (500 km) y Niukja (583 km);
- Aldan (2273 km)  y sus afluentes:

- Amedichi (313 km);
- Timpton (644 km) —con su afluente Yengra (148 km);
- Uchur (812 km), con sus afluentes, Gonam (686 km) —y sus subafluentes, Sutam (351 km) y Algama (426 km) (y su subsubafluente Idjum, de 351 km)— y Uyán (233 km);
- Maimakan (421 km) (a su vez, un afluente del Maya que acaba también el Aldán);

- en la vertiente sur: Ayumkan (69 km), Bomnak (82 km), Bryant (317 km), Larba Superior (175 km), Zeya (1242 km), Imán Cun (109 km), Mulmuga (234 km), Baja Larba (177 km), Larba Medio (150 km), Tok (251 km), Unaha (287 km), Utugai (285 km), Chilchi (128 km) y Gilyuy (545 km);
- en la parte oriental: Idum (317 km) y Maja (afluente del Uda) (363 km).

## Historia
El primer explorador conocido en cruzar la cadena montañosa fue Vasili Poyárkov. En 1643-1646, por orden del voivoda de Yakut, P.P. Golovin, se organizó una expedición a Dauria, dirigida por Poyarkov. Presumiblemente pasó a lo largo de los canales de ríos congelados: en la ladera norte siguiendo el río Nuyam, y en la meridional, a  lo largo del río Mulmuga. El resultado de la expedición fue la apertura de la cuenca del río Amur y su boca. 
El siguiente explorador en superar los montes Stanovoi fue Yeroféi Jabárov. También partiendo desde Yakutsk, continuó por los ríos Lena, Oliokma y Tungur. A las fuentes del último de estos ríos llegó en enero de 1650. Aparentemente, Jabárov se esforzó a propósito por la parte más baja de la cordillera, Olekminsky Stanovik, cuyas alturas no superan los 500 m, mientras que Poyarkov habría superado esta barrera natural a una altitud de unos 1000 más. Así, descubrió la zanja de Tungirsky, una depresión estratégica en las montañas, que será crucial en los años siguientes para garantizar la conexión de la región de Amur con Yakutia .
Los montes Stanovói entraron en la historia en 1689 cuando se determinó que fueran la frontera entre Rusia y China por el Tratado de Nérchinsk. En 1858, con el Tratado de Aigun dejaron de ser frontera para pertenecer íntegramente al Imperio ruso.

## Flora y fauna

### Flora
En las laderas —taiga de alerce, por encima de 1200 m—, bosques de pino enano siberiano y tundra de montaña.

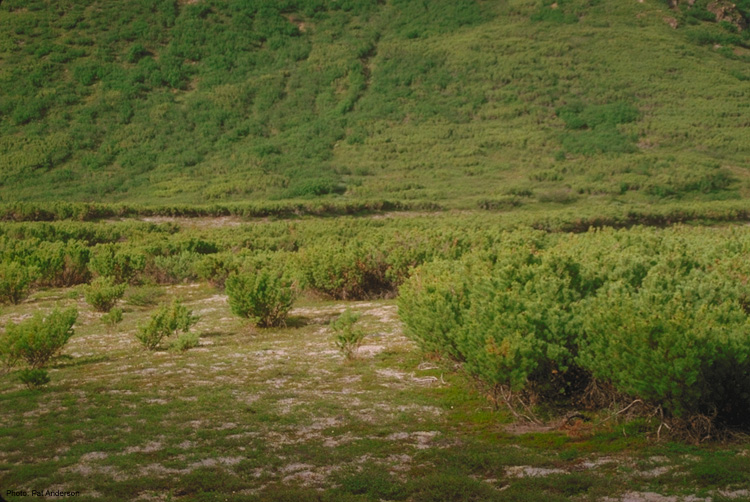
Matorrales de pino enano siberiano
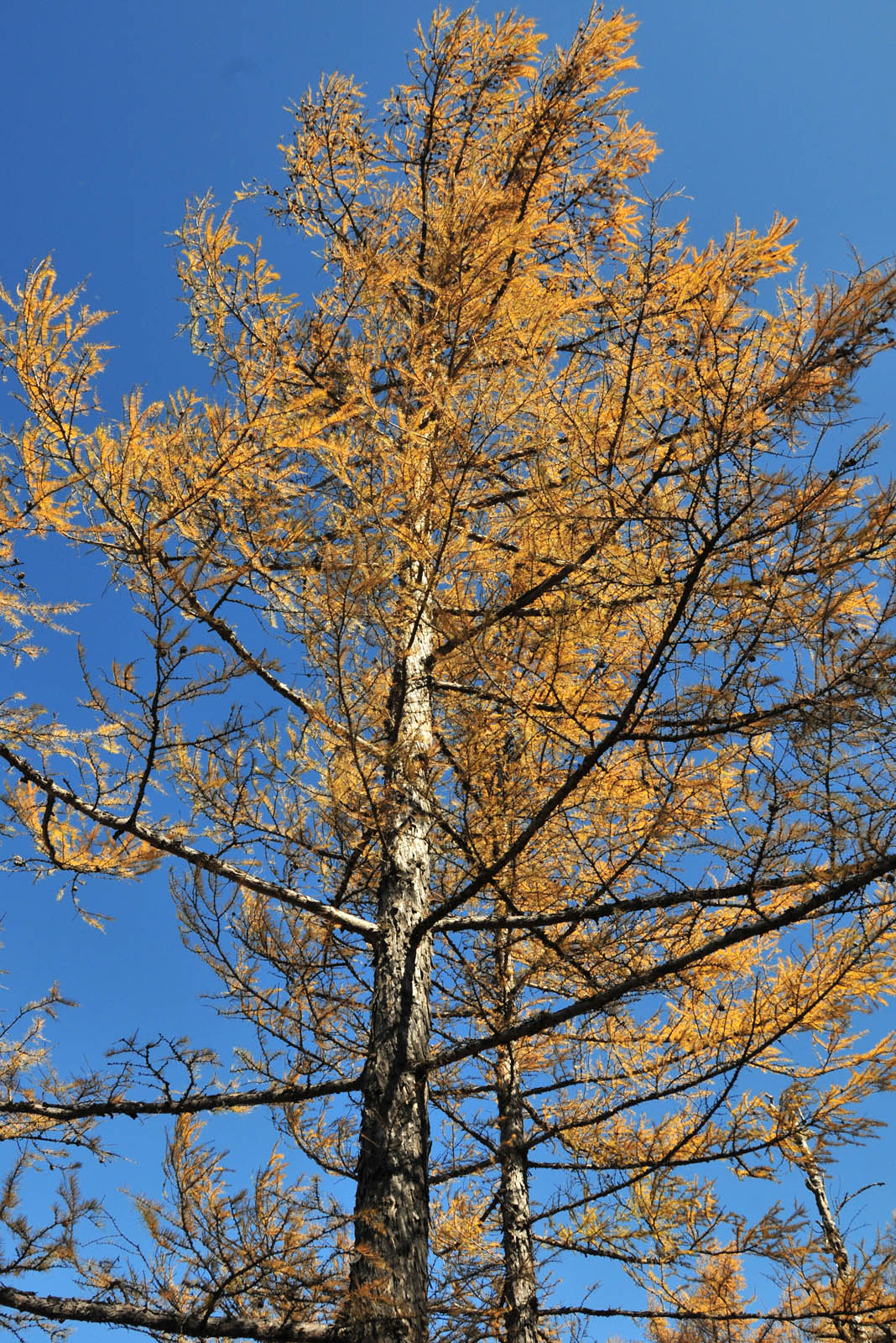
Alerce de Gmelin
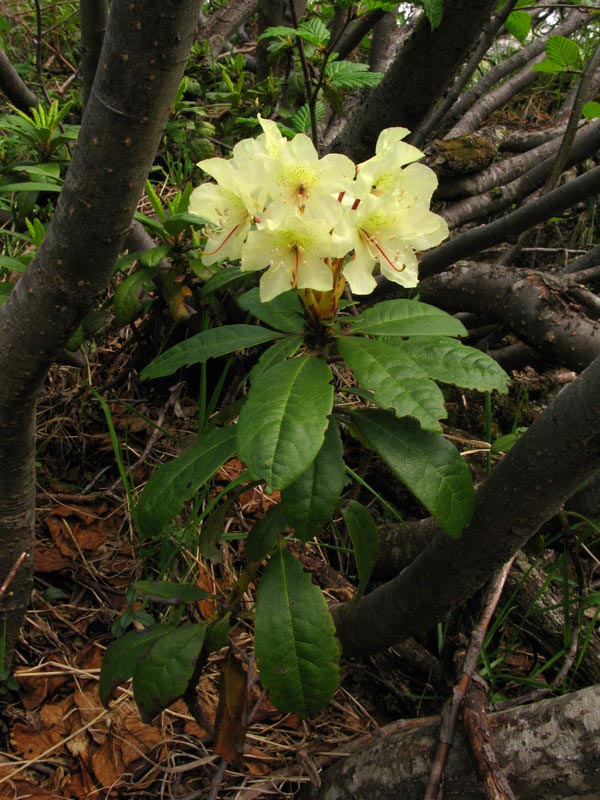
Rododendro dorado
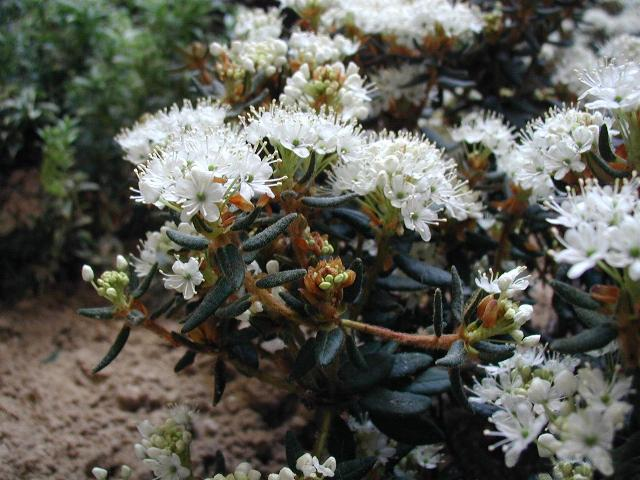
Rhododendron tomentosum

### Fauna
La cadena montañosa es un hábitat para muchas especies animales. La conservación de la fauna se ve facilitada por los parques nacionales ubicados en su territorio, así como a sus pies.

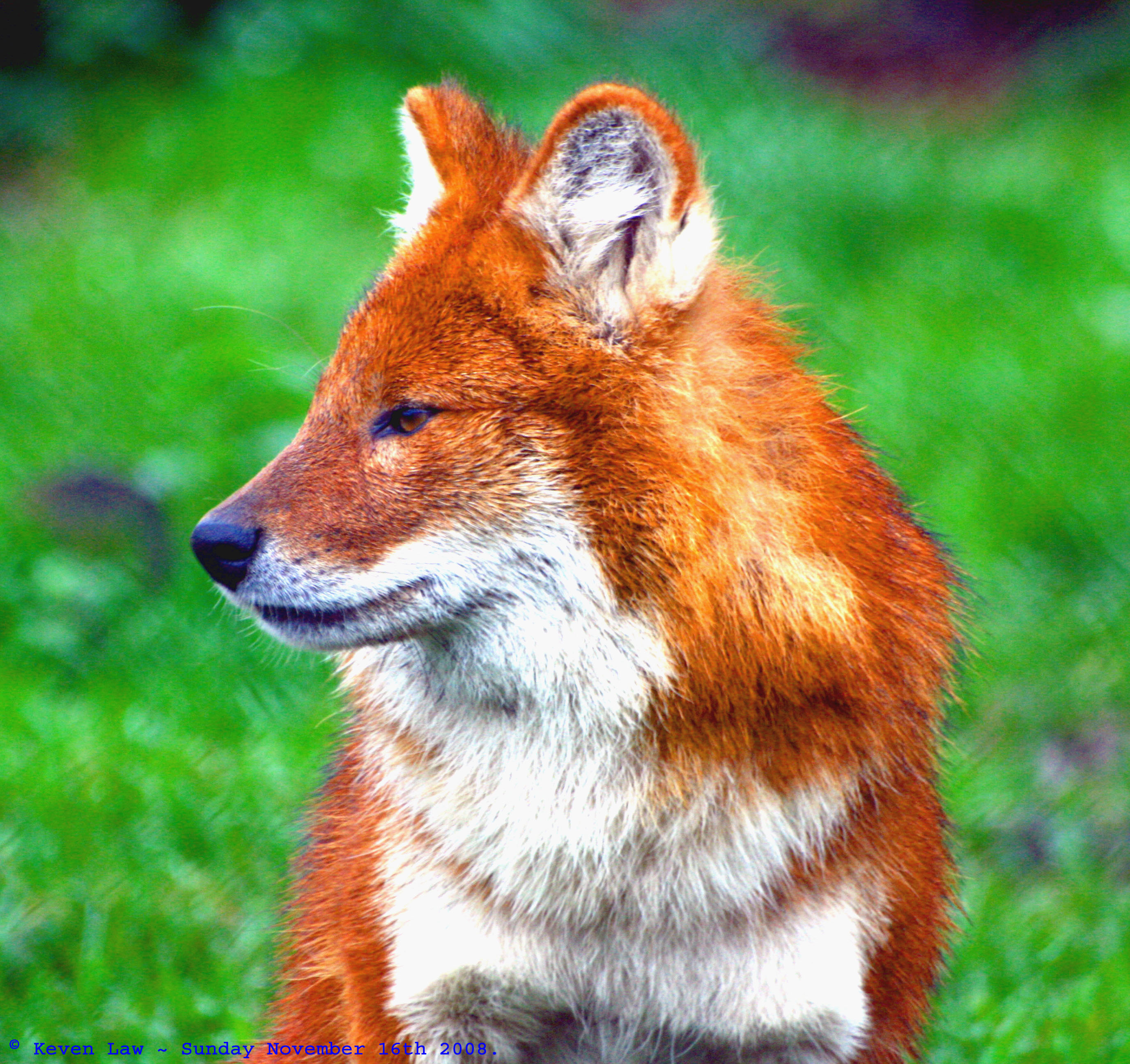
Cuon alpinus
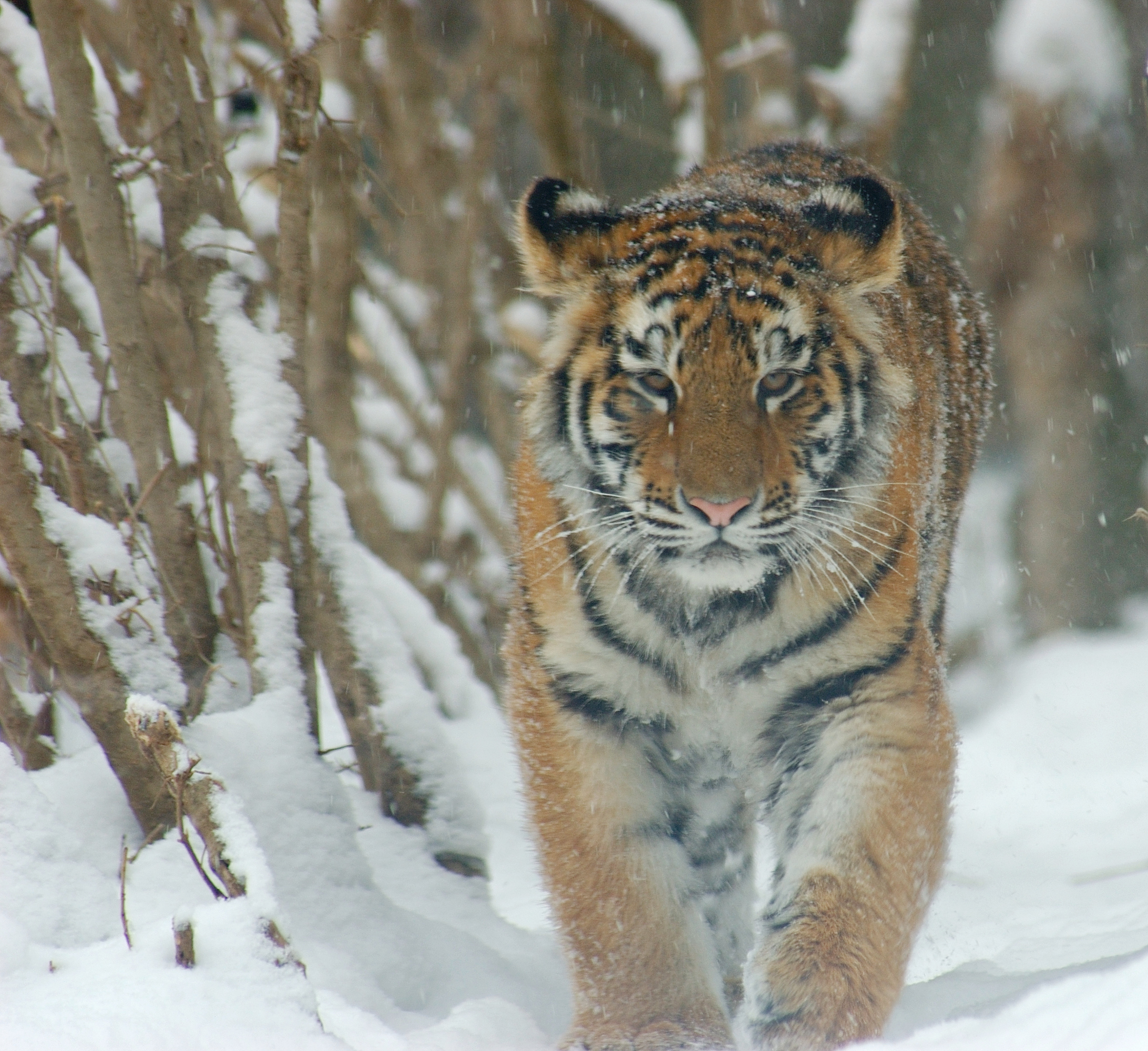
Tigre de Amur
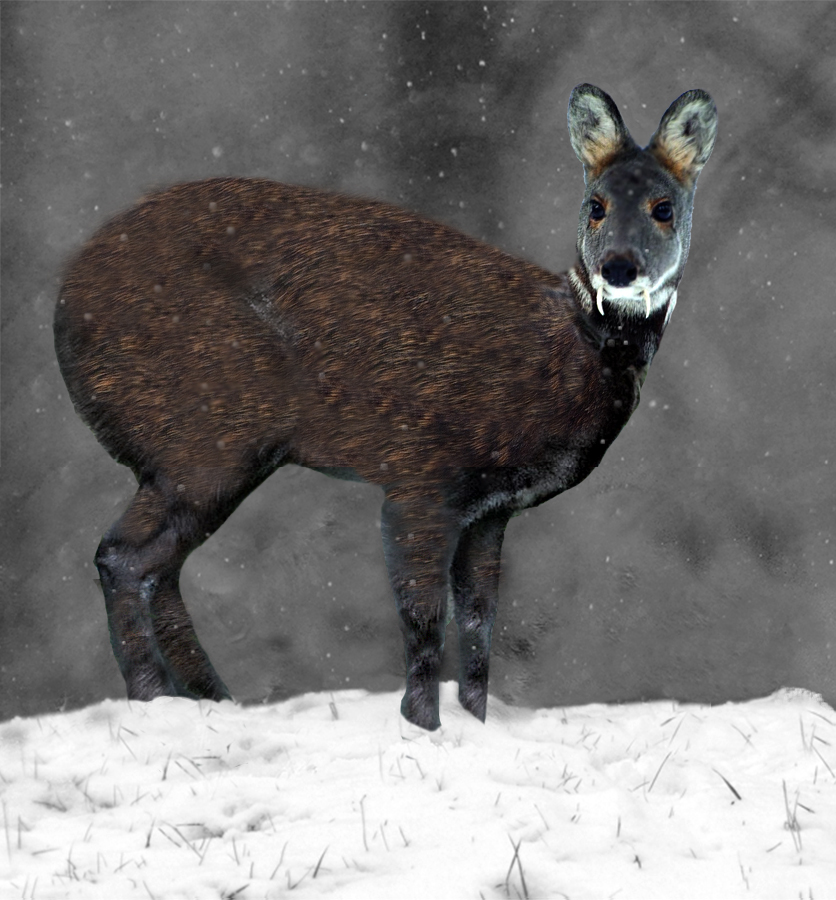
Ciervo almizclero siberiano
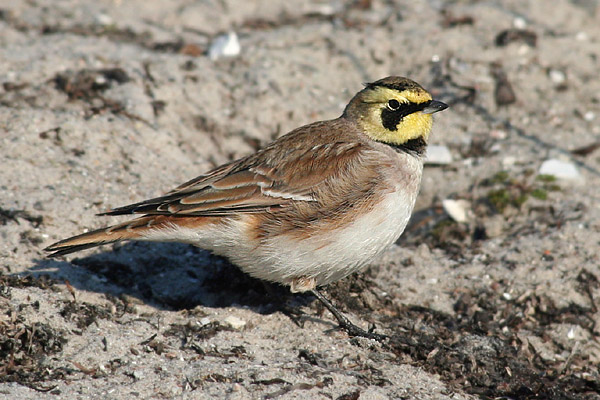
Alondra cornuda